# MSC Taifun Mörsch

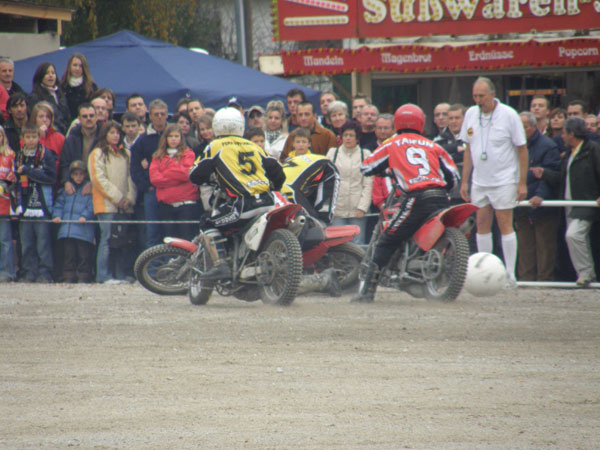
Spieler des MSC Taifun Mörsch und des MSC Puma Kuppenheim beim Endspiel der Deutschen Motoball Meisterschaft 2007

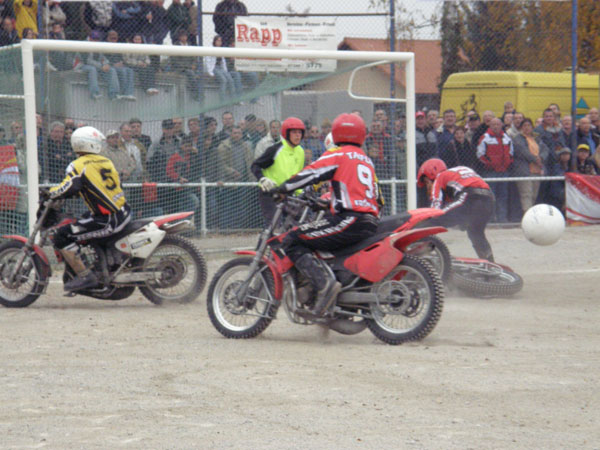
Spieler des MSC Taifun Mörsch und des MSC Puma Kuppenheim beim Endspiel der Deutschen Motoball Meisterschaft 2007

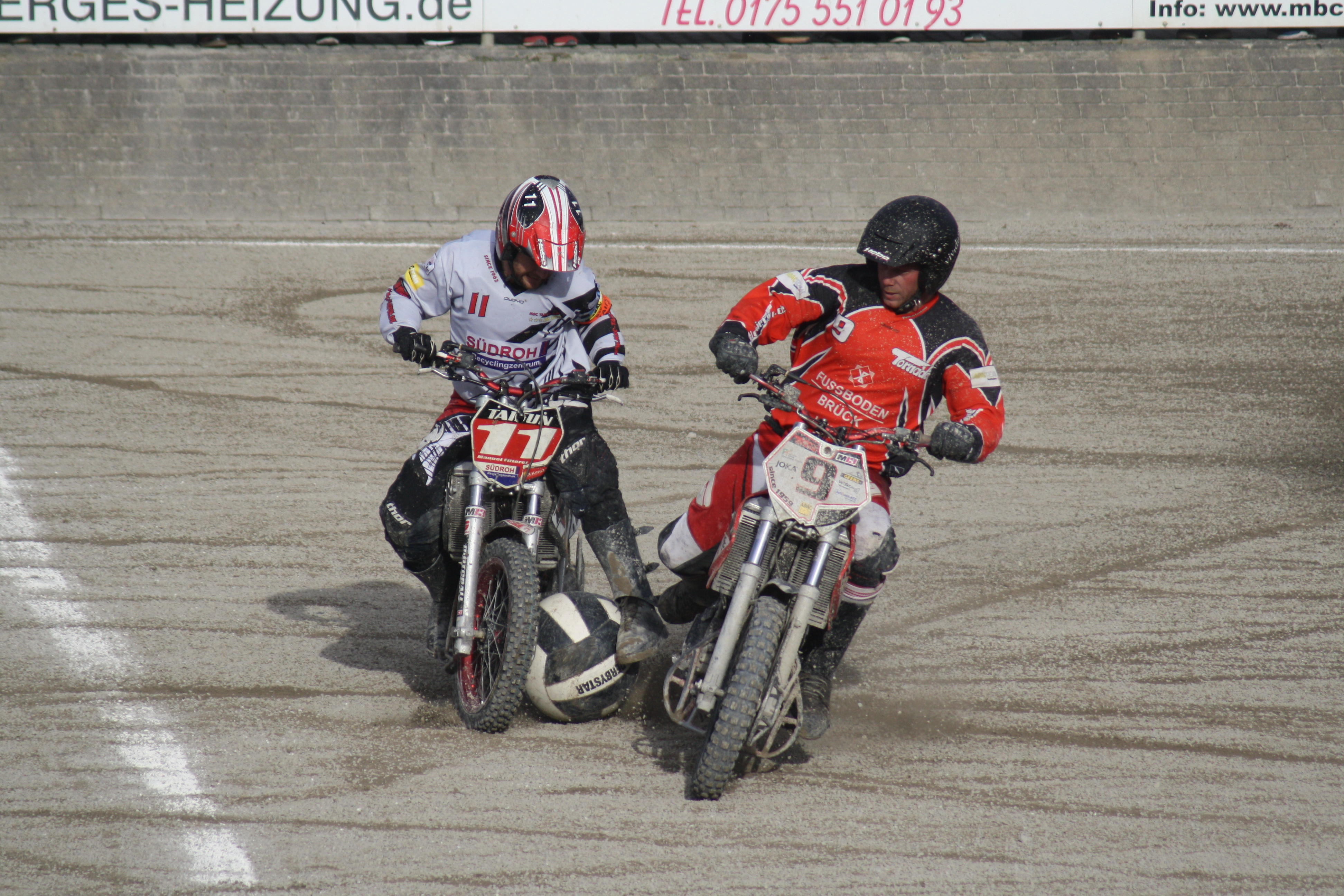
Pascal Loskand von den MSF Tornado Kierspe im Zweikampf mit Manuel Fitterer von Taifun Mörsch

Der MSC Taifun Mörsch e. V. ist ein deutscher Motoball-Verein.
Der Verein aus dem badischen Rheinstetten-Mörsch spielt in der deutschen Bundesliga Süd. Er konnte in seiner Geschichte bereits 20-mal die Meisterschaft für sich entscheiden (Stand 2020). Die Gründung erfolgte 1962 durch Erwin Schöffel.

## Historie
1962 wurde die Gründung des MSC Taifun Mörsch beschlossen, dem mit der Erringung der 1. Deutschen Meisterschaft im Jahr 1965 ein steiler Aufstieg zuteilwurde. Bereits 1972 konnte ein neues Clubhaus eingeweiht werden, das in den folgenden Jahren mehrfach erweitert und verbessert wurde. Die Leistungen der Mannschaft blieben weiterhin erstklassig und so stand der MSC Taifun Mörsch von 1965 bis 1974 in jedem Endspiel. Auch 1976 konnte die Mannschaft noch einmal ein Endspiel austragen, bei dem man jedoch die höchste Niederlage hinnehmen musste. Darauf folgte eine längere Durststrecke.
Im Jahr 1982 war es wieder soweit und der Taifun meldete sich bei dem Endspiel zurück. Man ging als Deutscher Vizemeister vom Platz. In den darauf folgenden Jahren konnte man in einer fast ununterbrochenen Kette um die Deutsche Meisterschaft kämpfen. Im Jahre 2000 ging der MSC Taifun Mörsch dann als „Millenniumsmeister“ in die Motoballgeschichte ein, seither konnte sich die Mannschaft des Vereins in jedem weiteren Jahr für das Endspiel qualifizieren. Parallel zur 1. Mannschaft des Vereins hat der MSC Taifun Mörsch als Sprungbrett eine ähnlich erfolgreiche Nachwuchsmannschaft, in der die Jungspieler ab 16 Jahren ihr Können unter Beweis stellen können.
Im Jahr 2007 begann man mit der Jugendarbeit einen neuen Weg zu gehen. Die Anschaffung von 80-cm3-Kleinmotorrädern wurde realisiert und man ermöglichte Jungs ab 13 Jahren das Zusammenspiel von Motorrad und Ball zu erlernen. Bereits im ersten Jahr der Teilnahme an der dmsj-Runde gelang es der Jugendmannschaft den Titel Vizemeister zu erreichen. Neben zahlreichen internationalen Begegnungen stand der MSC Taifun Mörsch in den 45 Vereinsjahren 34 Mal im Endspiel. Davon konnte die Mannschaft des Vereins 19 Mal die Deutsche Meisterschaft erringen. Etwas Einmaliges in der Motoballgeschichte ganz Europas. Das Gelände an der Keplerstraße 101 wurde im Jahre 2003 / 2004 zum Erwin-Schöffel-Stadion ausgebaut. Der MSC Taifun ist zu seinen sportlichen Aufgaben auch anerkannter Ortsclub des ADAC Nordbaden, der den Motoballsport in seiner Region aufs Tatkräftigste unterstützt.

## Stadion
Die Platzanlage des Erwin-Schöffel-Stadions ist nach neuesten Gesichtspunkten erbaut worden und verfügt über eine computer-gesteuerte Bewässerungsanlage um die Staubentwicklung gering zu halten. Aus Sicherheitsgründen wurden die Auslauf-zonen um die beiden Torgehäusen auf 10 m in der Tiefe und 30 m in der Breite noch vergrößert und mit einem hohen Ballfang-zaun versehen. Der Zuschauerbereich der kompletten Anlage wurde zusätzlich zur Tribüne um 50 cm erhöht und gewährleistet dadurch eine bessere Sicht. An den Abend-veranstaltungen wird durch eine Sechs-Mast-Flutlichtanlage mit 24 kW Leistung die Spielfläche ausgeleuchtet. Eine große moderne Spielstandsanzeige gibt ständig Informationen an die Zuschauer über die laufende Zeit und den aktuellen Spielstand.
In dem Multifunktionsturm auf der Tribünenseite befindet sich unten ein Verkaufsstand für Getränke sowie Speisen und oben die Sprecherkabine, aus der in den Spielpausen Informationen oder Musik übertragen wird. Ein besonderes Bonbon des MSC Taifun Mörsch seinen Zuschauern gegenüber besteht in der Live-Übertragung der Spiele im vereinseigenen Clubhaus.
Der Platz des MSC Taifun Mörsch wurde 2017 komplett saniert. Über die Monate Juli und August wurde der Platz neu asphaltiert. Durch eine feine Sand- oder Splittschicht sind auch schöne Drifts möglich. Das Spielfeld hat eine Länge von 85 bis 110 m und eine Breite von 45 bis 75 m. Vor den Toren befindet sich ein halbkreisförmiger Torraum mit einem Radius von 5,75 m. Der Strafraum besteht aus einem Rechteck mit 16,45 m Tiefe. Im Strafraum ist ein 11 Meter Punkt markiert. Jeder Mannschaft steht ein Fahrerlager zur Verfügung, das die Teams vor Wind und Wetter schützt. Der Spielball hat einen Umfang von 119 bis 126 cm und das Ballgewicht liegt zwischen 900 und 1200 g.

## Erfolge
Dem Verein ist es in der Vereinsgeschichte seit 1962 gelungen, in 36 Endspielen um die Deutsche Motoball Meisterschaft, 20 × siegreich vom Platz zu fahren. Hinzu kommen 16 Deutsche Vizemeister Titel.
- 20× Deutscher Motoball Meister
- 17× Motoball Vizemeister
- 1× ADAC-Pokalsieger
- 2× DMSJ-Motoball Meister
- 3× DMSJ-Vizemotoball Meister
- 1× Super-Cupsieger

## Mannschaft 1962
Walter Burkart, Manfred Fuchs, Hans Volz, Manfred Keller, Walter Kastner, Walter Gerstner und Norbert Schöffel.

## Mannschaft 2020
Im Tor stehen folgende Spieler:
- Sören Gerber
- Marvin Blank
- Timo Neu

Folgende Personen sind Feldspieler:
- Patrick Palach
- Manuel Fitterer
- Justin Tichatschek
- Lucca Fuchs
- Luca Böser
- Sebastian Fox

Trainer: Enrico Tritsch und Co-Trainer Timo Neu;
Tormanntrainer: Yannick Merz;
Manager: Bernd Schäfer;
Monteure: Thorsten Fuchs und Roland Fox;